# Gospodarka oparta na zasobach
Termin Gospodarka oparta na zasobach (ang. Resource-Based Economy) został zaproponowany przez Jacque’a Fresco dla określenia systemu, w którym dystrybucja dóbr i usług nie odbywa się przy użyciu pieniądza. Wszystkie ziemskie zasoby są w tym systemie wspólnym dziedzictwem ludzkości. Podział zasobów realizowany jest przy pomocy metody naukowej a pieniądze nie istnieją.

## Automatyzacja
W gospodarce opartej na zasobach większość gałęzi przemysłu jest zautomatyzowana: od produkcji żywności, przez wytwarzanie elektroniki aż po budowanie domów. Produkcja towarów sterowana jest przez centralny system komputerowy, który na podstawie badań oblicza zapotrzebowanie ludzkości na dane dobra i usługi, a człowiek sprawuje jedynie funkcję kontrolną. System zakłada także rozwój sztucznej inteligencji i robotyki, co umożliwi zminimalizowanie czynnika ludzkiego.

## Energia
System zakłada rezygnację z paliw kopalnych do produkcji energii na rzecz odnawialnych źródeł energii takich jak: energia geotermalna, kontrolowana synteza jądrowa, energia słoneczna, wiatrowa, falowa i pływów. Obecnie wykorzystywane metody produkcji energii prowadzą do powolnej degradacji środowiska i zwiększania emisji gazów cieplarnianych, a zasobność złóż paliw kopalnych jest na granicy wyczerpania. Produkcja energii z odnawialnych źródeł umożliwia wyeliminowanie problemu niedostatku energii, problemów z jej przesyłem, a także problemu zwiększonego zapotrzebowania na nią w przyszłości.

## Praca i bezrobocie
W gospodarce opartej na zasobach potrzeba pracy jest zredukowana do minimum. Większość prac jest zautomatyzowana, a człowiek pełni tylko funkcję kontrolną i odpowiedzialny jest za rozwój systemów i badania naukowe, które mają wyzwolić jeszcze większy potencjał umysłowy ludzkości. W przeciwieństwie do systemu monetarnego, w którym wraz z automatyzacją zwiększa się bezrobocie, co skutkuje przechodzeniem pracowników do sektora usług i powstawaniem zawodów, które nie wytwarzają żadnych realnych dóbr, w gospodarce opartej na zasobach bezrobocie traci na znaczeniu i zawody takie jak: prawnik, bankier, agent ubezpieczeniowy, marketingowiec, specjalista od reklamy, sprzedawca, makler giełdowy itp. zostają całkowicie wyeliminowane.